# Гайна, Миклауш
Ми́клауш Га́йна, псевдоним — Па́вол До́маш, немецкий вариант — Николаус Гейне, (в.-луж. Mikławš Hajna, Pawol Domaš, нем. Nikolaus Heine, 29 октября 1876 года, деревня Панчицы-Куков, Лужица, Саксония — 19 сентября 1941 года, деревня Конецы, Лужица, Германия) — учитель, серболужицкий писатель, фельетонист, драматург и общественный деятель.
Родился в 1876 году в серболужицкой деревне Куков в крестьянской семье. С 1892 по 1897 года обучался в педагогическом училище в Будишине. С 1897 по 1900 года — помощник учителя и с 1900 по 1936 года — учитель в серболужицкой деревне Конецы.
Принимал активное участие в общественной жизни лужичан. В 1889 году вступил в культурно-просветительскую организацию «Матица сербо-лужицкая». Был администратором литературного журнала «Łužica»; занимался его распространением. В 1895 году организовал в Ральбицах народный церковный хор «Лилия», которым руководил до 1933 года.
Опубликовал и поставил на сцене театра комедии «Dźiwja Hilža» (1906), «Hdyž Kocor kamor ćazaše» (1914/21) и «Petrolejowy kužoł» (1922). В 1909 году под псевдонимом Павол Домаш издал в журналах «Łužica» и «Katolski Posoł» повести патриотического характера «Wostań w kraju», «Hdyž je swj. Mikławš k nam chodźił». Перевёл на верхнелужицкий язык словацкую народную песню «Běži woda, běži».
В 1936 году по состоянию здоровья вышел на пенсию. Проживал до своей кончины в 1941 году в деревне Конецы.